# Letocetum

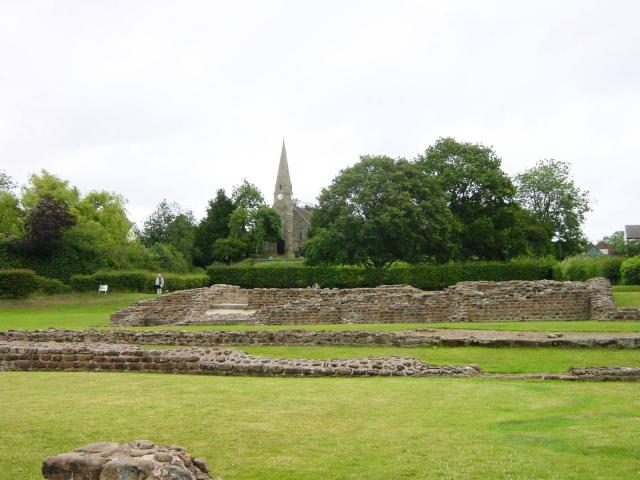
Overblijfselen van de mansio

Letocetum was een Romeinse vestiging in de provincie Britannia, op de plek van het huidige dorp Wall, iets ten zuiden van de Engelse stad Lichfield. De funderingen van de thermen en een herberg (mansio) zijn nog steeds zichtbaar. In Wall is nu een museum (het Letocetum Roman Baths and Museum), beheerd door het Britse National Trust, waar de overblijfselen van Letocetum tentoongesteld worden.
De naam Letocetum is een gelatiniseerde vorm van de oorspronkelijke Keltische naam, die "het grijze woud" betekende. De eerste vermelding van Letocetum was eind 2e eeuw n.Chr., in het Iter Britanniarum van keizer Antoninus Pius, dat het Romeinse wegenstelsel van Britannia beschreef. Waarschijnlijk ontstond Letocetum als handelsplaats langs de grens tussen twee plaatselijke Keltische stammen, de Corieltauvi (Coritani) en de Cornovii.
Letocetum was een belangrijke rustplaats langs Watling Street, een Romeinse weg die van de Engelse zuidoostkust naar Londinium en verder in westelijke richting liep. Lecocetum lag iets ten westen van de kruising tussen Watling Street (nu de A5) en een andere Romeinse weg, Icknield Street (nu de A38).
Het houten fort van Letocetum werd gebouwd rond 55 n.Chr. Het legioen Legio XIIII Gemina was hier gelegerd tot rond het jaar 58 n.Chr. Viroconium de nieuwe basis van het legioen werd. Begin 2e eeuw werd een nieuw fort gebouwd, dat in gebruik bleef tot ongeveer 160-170 n.Chr., toen de mansio van het fort verwoest werd door brand, mogelijk door een plaatselijke opstand. Na deze opstand werden nieuwe verdedigingswerken bij Letocetum gebouwd.
De naam van de nabijgelegen stad Lichfield is afgeleid van Letocetum.